# مقاطعة روان (كنتاكي)
مقاطعة روان (بالإنجليزية: Rowan County, Kentucky)‏ هي إحدى مقاطعات ولاية كنتاكي في الولايات المتحدة. تأسست سنة 1856، بلغ عدد سكانها 23333 نسمة في عام 2010 حسب إحصاء مكتب تعداد الولايات المتحدة .

## وصلات خارجية
- www.moreheadrowan.org/rowancounty/
- United States Counties